# Штаерман, Илья Яковлевич
Илья (Элия) Яковлевич Штаерман (при рождении Эля Янкелевич; 19 апреля 1891, Могилёв-на-Днестре, Подольская губерния — 24 июля 1962, Москва) — советский математик и механик, доктор физико-математических наук (1930), профессор (1924), член-корреспондент Академии Наук Украинской ССР (1939).

## Биография
Племянник еврейского писателя и драматурга И.-И. Ш. Сиркиса. В 1910 году окончил Каменец-Подольскую гимназию. В 1914 году окончил физико-мататематический факультет Императорского университета Святого Владимира в Киеве и осенью того же года поступил на инженерно-строительное отделение Киевского политехнического института. Занявшись научной деятельностью под руководством П. В. Воронца, опубликовал свою первую научную работу «Дифференциальные уравнения пластинки, катящейся без скольжения по неподвижной поверхности». В 1918 году окончил инженерный факультет Киевского политехнического института, с 1918 по 1941 год преподавал там же (среди студентов — академик С. П. Королёв) и одновременно в Киевском институте народного образования имени Н. П. Драгоманова. В 1920—1934 годах — член комиссии прикладной механики АН УССР, в 1924—1941 годах — профессор и заведующий кафедрой теоретической механики Киевского политехнического института. Одновременно в 1934—1943 годах научный сотрудник и заведующий сектором прикладной математики Института математики АН УССР. В начале 1930-х годов также входил в руководство Украинского научно-исследовательского института гражданских, промышленных и инженерных сооружений ВСНХ УССР (Харьков — Киев).
Диссертацию по теме «Об интегрировании дифференциальных уравнений равновесия упругих оболочек» защитил в 1930 году. В 1936 году получил степень доктора математики без защиты диссертации. В 1943—1962 годах — профессор, в 1944—1959 годах — заведующий кафедрой теоретической механики Московского инженерно-строительного института имени В. В. Куйбышева.
Основные научные труды посвящены теории упругости, строительной механике, в том числе теории устойчивости упругих систем и теории оболочек, и различным аспектам математики, в том числе теориям дифференциальных и интегральных уравнений и специальных функций, математической физике. Особенной известностью пользуется его работа «Контактная задача теории упругости» (1949) — первая монография, посвящённая этой теме.
Награждён орденом Ленина.

## Семья
- Мать — Ривка Шмерелевна (Ревекка Сергеевна) Сиркис (1864, Ярышев — 1950, Куйбышев).
- Братья — учёные в области строительной механики, доктора технических наук, профессора Михаил Яковлевич Штаерман (заведующий кафедрой строительных конструкций Московского института путей сообщения) и Юлий Яковлевич Штаерман (1895—1978). Сестра — врач-педиатр и учёный-медик Ида Яковлевна Штаерман, доцент детской клиники Куйбышевского научно-практического института охраны материнства и младенчества[16].
- Племянница — историк-антиковед Елена Михайловна Штаерман.
- Жена — Софья Исаевна Штаерман; дочь — Маргарита Ильинична Штаерман (род. 1925), инженер.

## Публикации
- Элия Штаерман. Дифференциальные уравнения движения пластинки, катящейся без скольжения по неподвижной поверхности. Киев: Типография Императорского Университета св. Владимира, Акционерное общество печатного и издательского дела Н. Т. Корчак-Новицкого, 1914. — 19 с.
- Об интегрировании дифференциальных уравнений равновесия упругих оболочек. Киев, 1924.
- К теории квадратичных форм (с Н. И. Ахиезером). Киев, 1924.
- Расчётные формулы для одного типа жесткой рамы (с А. В. Жарским). Киев: Издательство Исполбюро Пролетстуда КПИ, 1925. — 26 с.
- О методе последовательных приближений в строительной механике. О точном расчёте цепных мостов с балкой жёсткости. Геометрический метод определения деформации ферм. Киев: Научно-исследовательская кафедра инженер-строительных наук, 1928. — 48 с.
- Упругая устойчивость труб и оболочек. Киев, 1929. — 36 с.
- Устойчивость криволинейных стержней и арок. О продольном изгибе круговых арок переменного сечения. Брус равного сопротивления при изгибе. Киев, 1928. — 32 с.
- Основы теории устойчивости строительных конструкций (с А. А. Пиковским). М.—Л.: Госстройиздат, 1939. — 184 с.
- Гиперболические функции. М.—Л.: ОНТИ НКТП СССР, 1935. — 55 с.
- Контактная задача теории упругости. М.—Л.: Государственное издательство технической литературы, 1949. — 270 с.
- Сборник задач по основам технической механики (с А. И. Гальпериным). М.: Трудрезервиздат, 1958. — 203 с.
- Contact Problem of the Theory of Elasticity. Washington: Defense Technical Information Center, 1970. — 327 pp.[17]

## Также
- Контактная задача Штаермана-Герца